# Kalponina
Kalponina – białko wiążące wapń. Jest  inhibitorem ATP-litycznej aktywności miozyny w mięśniach gładkich. Fosforylacja kalponiny przez kinazę białkową, zależną od wiążącej jony wapnia kalmoduliny, uwalnia inhibicyjną aktywność kalponiny skierowaną ku ATPazie mięśni gładkich.

## Struktura i funkcja
Kalponina zbudowana jest głównie z α-helis tworzących wiązania wodorowe. Tworzą ją 3 domeny. Domeny te to w kolejności pojawiania się Calponin Homology (CH), domena regulacyjna (regulatory domain, RD) i Click-23, domena, która zawiera powtórzenia rodziny kalponiny. Dzięki domenie CH białko wiąże się z α-aktyną i filaminą, przyłącza się do aktyny pozbawiona domeny regulacyjnej RD. Kalmodulina zaktywowana przez wapń może wiązać się słabo do domeny CH i hamować wiązanie się kalponin do α-aktyny. Kalponina odpowiada za wiązanie wielu białek wiążących aktynę, fosfolipidów, reguluje też interakcje zachodzące pomiędzy aktyną i miozyną. Przypisuje jej się również negatywny wpływ na tworzenie się kości, jako że ulega wysokiej ekspresji w osteoblastach.